# Fernando Gil Moreno
Fernando Gil Moreno (Madrid, 15 de juny de 1975) és un actor de televisió, cinema i teatre espanyol conegut per aparicions en sèries com Anclados, la pel·lícula internacional Alex's Strip o a la bio-pic Felipe y Letizia sobre la vida dels actuals rei i reina d'Espanya, quan van ser prínceps. També ha treballat com a presentador en programes de televisió com Noche Hache o No es un Sábado Cualquiera.

## Biografia i carrera

### Primers anys
Va néixer a la ciutat de Madrid. Fill de dos grans emprenedors, el seu pare va començar a treballar a l'edat de 13 anys fins que va aconseguir formar una empresa tèxtil de notable èxit al centre de la capital amb la seva mare. És el segon de 4 germans.
Després d'acabar el col·legi, decideix matricular-se a la carrera de Sociologia a la Universitat complutense de Madrid. Però no triga a entrar a l'Aula complutense de Teatre, on coneix el que serà el seu mestre, Antonio Malonda. Després de dos anys i diversos muntatges Fernando fa les proves d'accés a la RESAD i és scollit entre 1700 aspirants, compaginant-lo amb el seu tercer i darrer any de Sociologia.
El 1997 Gil fa la seva primera incursió al cinema quan Juan Antonio Bardem, director guanyador d'un premi Goya honorífic, l'escull per participar al film Resultado final.

### Carrera artística
En el seu tercer i penúltim any de carrera a la RESAD, Gil és captat per David Ottone, director d'Yllana, una companyia madrilenya d'humor. Interessats per l'expedient acadèmic de l'actor dins de l'escola, Yllana i Gil comencen una col·laboració estreta que desenvoca en una gira de 2 anys per més de 20 països dels 5 continents.
Al començament de l'any 2000 Gil decideix deixar la carretera i provar sort a la televisió on és contractat a la sèrie Hospital Central (2000/03). També decideix obrir-se camí al teatre de text, on entra a formar part del Centre Dramàtic Nacional (CDN) en espectacles com La visita de la vella dama de Dürrenmatt, Història d'una escala de Buero Vallejo i al Teatre Clàssic, en espectacles com La força llastimosa de Lope de Vega, Metamorfosea o Don Juan Tenorio de José Zorrilla, on interpreta el mític personatge al festival d'Alcalá de Henares, davant de 40.000 persones i amb què aprèn el difícil art d'interpretar en vers.
L'any 2004 amb la comèdia teatral Monty Python 's Flying Circus del famós grup anglès, comencen a obrir-li portes a la seva carrera i gràcies a les que aconsegueix el seu primer personatge televisiu on es donarà a conèixer pel gran públic. És el programa de televisió Nit H, en què interpreta un excèntric periodista i amb què va tenir l'oportunitat de posar a prova la seva qualitat actoral.
A partir d'aquell moment la seva carrera a la televisió es veurà propulsada, interpretant personatges de tot tipus en sèries i pel·lícules com: Cuéntame cómo pasó (2006), Muchachada Nui (2007/08), La Tira (2008/09), Spanish Movie (2009), La que se avecina (2009), Los Quién(2011) o Felip i Letizia (2011). En aquesta última TV movie de Tele 5 es converteix en el primer actor que dona vida al rei Felip VI.
A més, durant aquests anys, compagina els seus treballs en cinema i televisió amb el teatre, on intervé en més d'una vintena de muntatges, entre els quals destaquen el musical de Monty Python Spamalot, dirigit per Tricicle i on dona vida a diversos personatges amb els que va guanyar el Premi Gran Via 2009 al millor actor de comèdia musical.
Decideix entrar a la companyia Fundación Siglo de Oro, per donar vida a Enric VIII, i estrena al mític Globe Theatre de Londres. Fernando Gil es converteix així en el primer actor espanyol en protagonitzar un text de Shakespeare en aquest llegendari teatre, aconseguint grans crítiques en diaris de renom com The Guardian, on lloen la seva veracitat en escena.
Amb la pel·lícula Casting, de Jorge Naranjo, va aconseguir la Biznaga de Plata al millor actor de repartiment al Festival de Màlaga, premi que comparteix amb la resta dels seus companys a la pel·lícula.

El 2012 viatja a Los Angeles (Califòrnia) on representa Enric VIII al Broad Stage de Santa Mònica, amb la qual rep bones crítiques en diaris com el LA Times, i on un caçatalents de Hollywood el va captar per dirigir la seva carrera als Estats Units.
Tornant dels Estats Units grava, amb l'actor José Coronado, la sèrie El Príncipe, on interpreta un agent secret que investiga una cèl·lula terrorista al barri ceutí del mateix nom.
El seu paper més conegut durant el 2015 va ser a la sèrie de Telecinco Anclados en què interpretava el paper d'Ignacio Campillo fins a l'estiu del mateix any en acabar la seva primera i única temporada.

## Filmografia

### Pel·lícules
- Alex’s Strip. “La cinta de Alex”. 2020.
- Padre no hay más que uno 2019.
- Sin rodeos (2018).
- Casting (2013).
- Lapsus (2012).
- Morphos (2011).
- Spanish Movie (2009).
- El club de los suicidas (2007).
- La semana que viene sin falta (2006).
- Vuelta y Vuelta (2004).
- A tribute's day (2002).
- Me encantan las confusiones en los aeropuertos (1999).
- Resultado final (1998).
- Grandes ocasiones (1998).

### Televisió

#### Sèries
| Any             | Títol                            | Cadena      | Paper                   | Episodis     |
| --------------- | -------------------------------- | ----------- | ----------------------- | ------------ |
| 2000            | Jacinto Durante, representante   | Telecinco   |                         | 1 episodi    |
| 2000            | La hora del crimen               | Antena 3    |                         | 1 episodi    |
| 2002 - 2005     | Hospital Central                 | Telecinco   | Ángel                   | 31 episodis  |
| 2004            | Cuéntame cómo pasó               | La 1        |                         | 1 episodi    |
| 2005            | El auténtico Rodrigo Leal        | Antena 3    | Marcelo                 | 12 episodis  |
| 2005            | Mis adorables vecinos            | Antena 3    |                         | 1 episodi    |
| 2006            | Matrimonio con hijos             | Cuatro      |                         | 1 episodi    |
| 2007            | El comisario                     | Telecinco   |                         | 1 episodi    |
| 2008            | Los Serrano                      | Telecinco   | Alberto                 | 1 episodi    |
| 2008            | La tira                          | La Sexta    | Charly                  | 12 episodis  |
| 2009            | La que se avecina                | Telecinco   | Víctor                  | 3 episodis   |
| 2010            | Alfonso, el príncipe maldito     | Telecinco   | Juan Carlos I de España | 2 episodis   |
| 2010            | Felipe y Letizia                 | Telecinco   | Felipe VI de España     | 2 episodis   |
| 2010            | Impares                          | Antena 3    | Jacobo Peláez           | 4 episodis   |
| 2011            | Los Quién                        | Antena 3    | Faustino "Tino" Molina  | 13 episodis  |
| 2011            | BuenAgente                       | La Sexta    |                         | 1 episodi    |
| 2012 - 2013     | Fenómenos                        | Antena 3    | Keko                    | 5 episodis   |
| 2013            | El Rey                           | Telecinco   | Juan Carlos I de España | 3 episodis   |
| 2014 - 2015     | El Príncipe                      | Telecinco   | Julio López             | 18 episodis  |
| 2015            | Anclados                         | Telecinco   | Gabriel                 | 8 episodis   |
| 2015 - 2016     | Yo Quisiera                      | Divinity    | Jorge                   | 48 episodis  |
| 2016 - 2017     | Reinas                           | BBC         | Gran Duque de Alba      | 6 episodis   |
| 2017            | La peluquería                    | La 1        | Roco                    | 238 episodis |
| 2017 - 2018     | Colegas                          | Playz       | Fernando William Gil    | 6 episodis   |
| 2018            | Sabuesos                         | La 1        | Jorge Gómez             | 10 episodis  |
| 2019            | Magi Tensho Keno Shonen Shisetsu |             | Felipe II de España     | 10 episodis  |
| 2021            | Jerusalem                        | CNN         |                         | 9 episodis   |
| 2021            | Servir y proteger                | La 1        | Cristóbal Larrea        | 5 episodis   |
| 2022            | Dos años y un día                | Atresplayer | Carlos                  | 6 episodis   |
| 2022            | Bosé                             | Paramount+  | Toncho Nava             | 1 episodi    |
| 2022 - presente | Machos alfa                      | Netflix     | Pedro Aguilar           | 10 episodis  |

#### Programes
- Capítulo 0 . 2019-2020.
- No es un sábado cualquiera (2017), La 1 (TVE). Presentador
- Zapeando (2016), LaSexta
- Muchachada Nui (3 episodis, 2007 - 2008), TVE.
- Noche Hache (2005 - 2008), Cuatro.

#### Teatre
- El idiota. Teatro María Guerrero (2019).
- No Hay Burlas con el Amor.
- Dignidad. Teatro Marquina. (2019).
- 5 y ...Acción. (2016-2017).
- Los hermanos Karamazov. Centro Dramático Nacional (2015)
- Dos peor que uno (2014)
- The Hole 2 (2013-2014)
- Enrique VIII (2012).
- Perversiones sexuales en Chicago (2012).
- Monty Python's Spamalot (2008-2010).
- Don Juan en Alcalá (2006-2007).
- Monty Python's Flying Circus (2004-2007).
- Bang Bang y somos historia (2006).
- Historia de una escalera (2003).
- La fuerza lastimosa (2001-2002).
- Don Juan Tenorio (2001).
- Comedia metamorfosea (2001).
- Familia Solfa (2001).
- La visita de la vieja dama (2000).
- Glub Glub (1998-1999).
- Shakespeare a pedazos (1998).
- ¡Muu! (1997).